# Musées diocésains de Ratisbonne

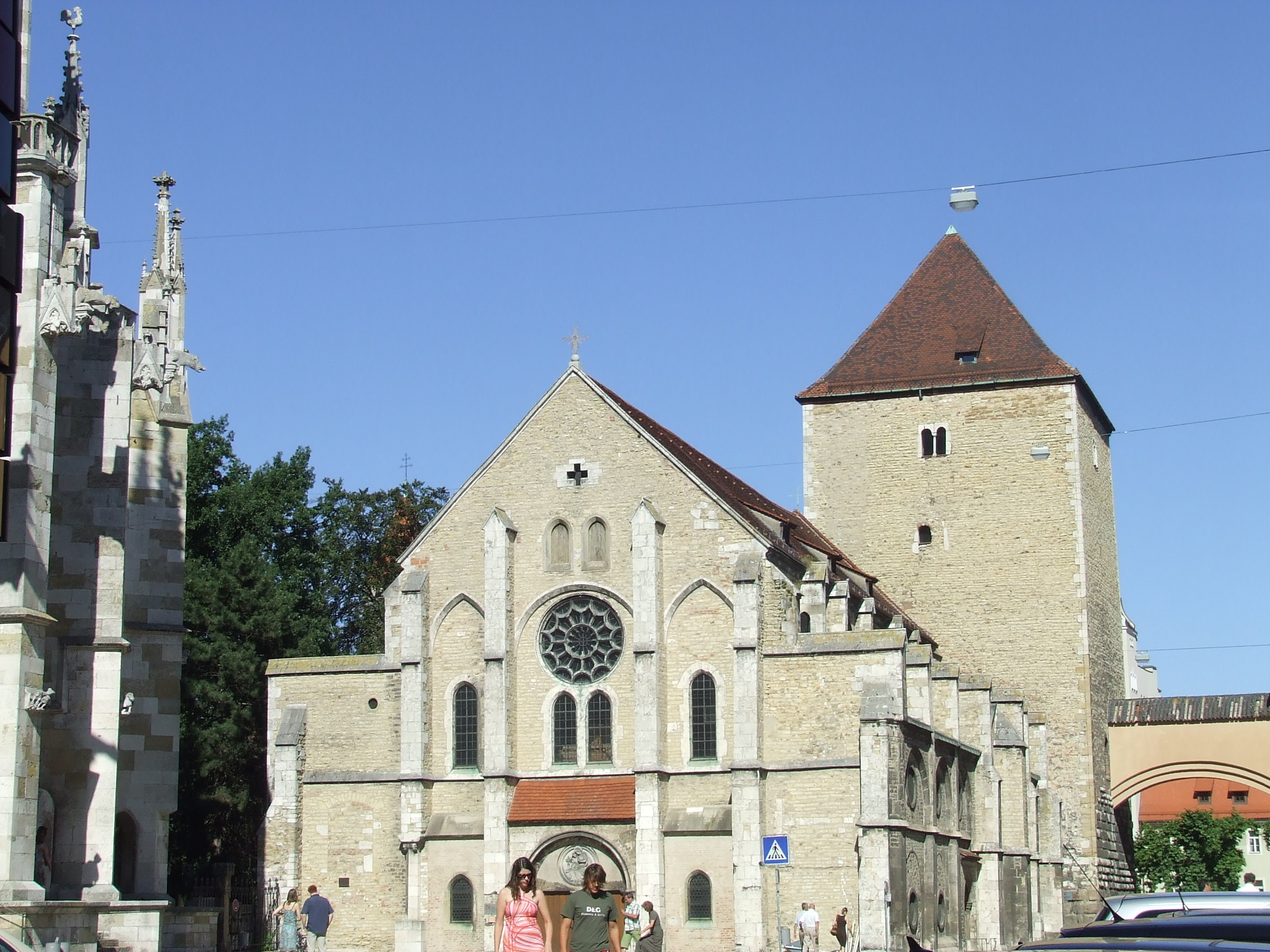
St. Ulrich.

Les musées diocésains de Ratisbonne (Bistumsmuseen Regensburg) sont des musées du diocèse de Ratisbonne situés à Ratisbonne. Ce sont :
- Le musée Saint-Ulric (Museum St. Ulrich), Domplatz n° 22.
- Musée du trésor de la cathédrale  (Domschatzmuseum), Krauterermarkt 3.
- Musée diocésain d'Obermünster  (Diözesanmuseum Obermünster), Emmeramsplatz 1.

## Musée Saint-Ulric
L'église gothique Saint-Ulric, construite de 1220 à 1230, est conçue comme chapelle de la cour ducale, mais sert d'église paroissiale dès 1240. En 1824, l'église est désacralisée. Après plusieurs restaurations, elle sert depuis 1986 de lieu d'exposition du musée diocésain et est en partie reconsacrée pour le chapitre de la cathédrale. L'intérieur de l'église est décoré de fresques du XIIIe siècle au XVIe siècle. Dans la zone inférieure, de l'orfèvrerie médiévale est exposée, dans la tribune des objets de la Renaissance, du baroque et du rococo et dans la zone d'entrée des objets contemporains. 
Parmi les deux cent cinquante objets exposés figurent les remarquables trésors d'églises des anciens monastères Saint-Emmeran, de la collégiale Saint-Jean et du Niedermünster. Les pièces maîtresses sont la crosse dite de saint Emmeran et la crosse dite de saint Wolfgang du XIIe siècle, un ciboire d'ivoire, la  mitre dite de Wolfgang du XIIIe siècle, le reliquaire de papillon et la peinture sur panneau intitulée La Belle Marie (Die Schöne Maria) par Albrecht Altdorfer.

## Musée du trésor de la cathédrale

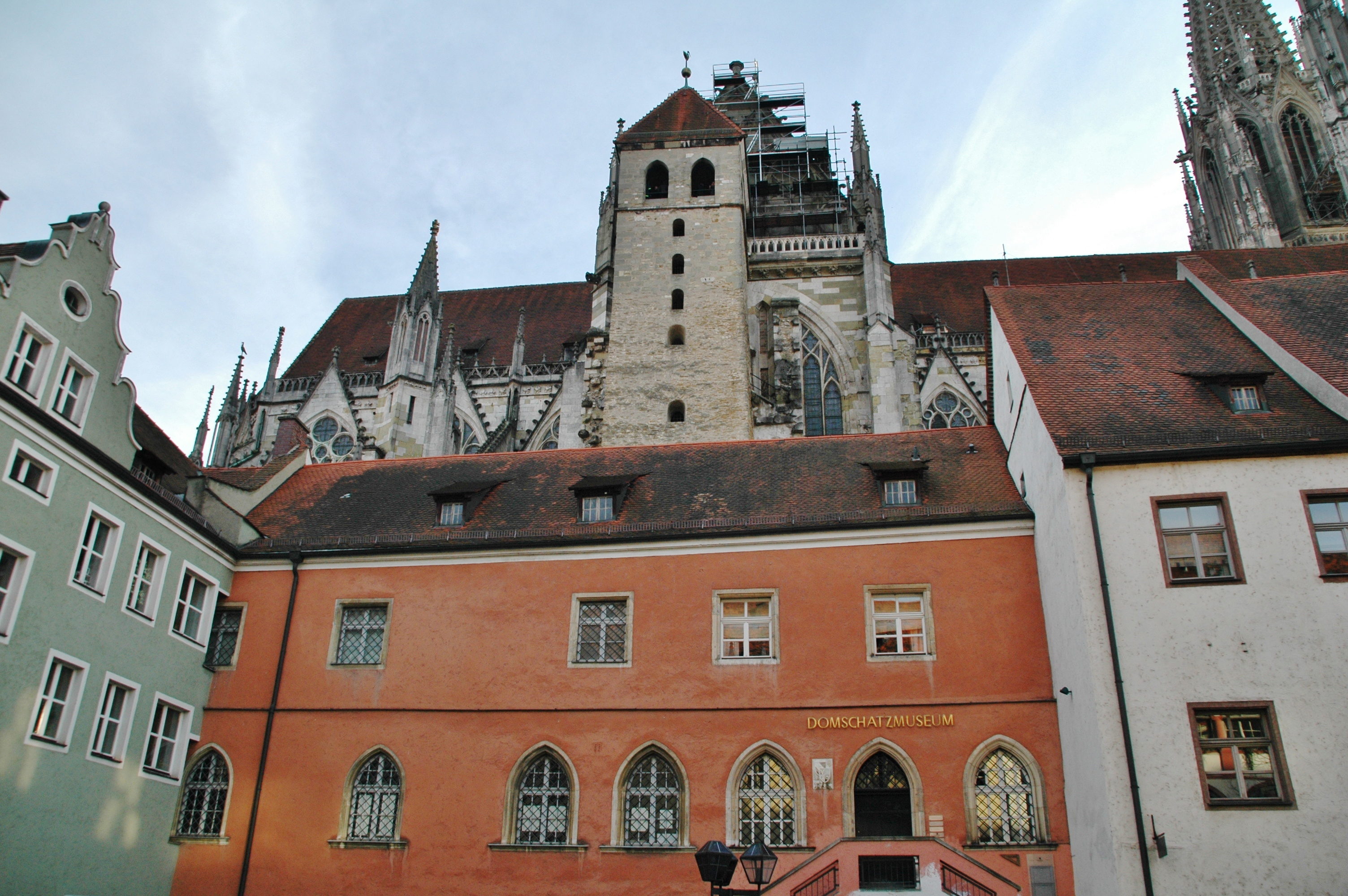
Façade du musée du trésor.

Le musée du trésor de la cathédrale ouvert en 1974 dans l'ancien évêché montre des objets du Moyen Âge tardif faisant partie du trésor de la cathédrale de Ratisbonne. Ces objets étaient auparavant gardés dans une salle voûtée sous le chœur Sud de la cathédrale. Les salles d'exposition sont décorées de fresques de la Renaissance. L'on peut distinguer la Petite Cassette d'émail de Ratisbonne en forme de maison, issue d'un atelier parisien vers 1400, et ayant servi de reliquaire ; l'autel de Wandula ; le calice de Wolfgang (1250-1260) ; la croix d'Ottokar (1261) réalisée pour le roi Ottokar II de Bohême comme donation au couvent Sainte-Agnès de Prague, les burettes d'huile en argent de l'évêque Henri II de Rotteneck de la fin du XIIIe siècle et des vêtements liturgiques.

## Musée diocésain
Le musée diocésain présente aussi des expositions temporaires  spéciales sur des sujets tels que le graphisme religieux, l'art chrétien contemporain ou encore l'art populaire religieux, etc.

## Source de la traduction
- (de) Cet article est partiellement ou en totalité issu de l’article de Wikipédia en allemand intitulé « Bistumsmuseen Regensburg » (voir la liste des auteurs).